# سادا ك.
سادا ك. (بالإنجليزية: Sada K.)‏ هي كاتبة غنائية أمريكية، ولدت في 4 يونيو 1983 في كانساس سيتي في الولايات المتحدة.